# (307) Nike
(307) Nike es un asteroide perteneciente al cinturón de asteroides descubierto el 5 de marzo de 1891 por Auguste Honoré Charlois desde el observatorio de Niza, Francia.
Está nombrado así por Nike, diosa de la victoria en la mitología griega.

## Características orbitales
Nike está situado a una distancia media del Sol de 2,91 ua, pudiendo acercarse hasta 2,496 ua. Tiene una excentricidad de 0,1423 y una inclinación orbital de 6,128°. Emplea 1813 días en completar una órbita alrededor del Sol.